# Hussein Sirri Pacha
Hussein Sirri Pacha (1892-1965 ; en arabe حسين سري باشا) est un homme politique égyptien.
Il a exercé les fonctions de Premier ministre d'Égypte pendant trois courtes périodes, en cumulant également le portefeuille de ministre des Affaires étrangères. Il a d'abord servi comme Premier ministre du 15 novembre 1940 au 6 février 1942 pendant la Seconde Guerre mondiale et à la suite du décès subit de son prédécesseur Hassan Sabry Pacha, Sirri a de nouveau exercé la même fonction du 26 juillet 1949 au 12 janvier 1950 ; enfin son dernier mandat n'a duré que trois semaines du 2 au 22 juillet 1952 en plein milieu d'une crise politique qui a entrainé l'abdication du roi Farouk.